# Adrián Avilés
Hugo Adrían Avilés Coello es un actor de teatro y televisión ecuatoriano. Es conocido en redes sociales y posteriormente en televisión como Kuki Entre Ríos o Kuki Entreríos, un personaje drag con el que alcanzó mayor popularidad.

## Biografía
Hugo Adrián Avilés Coello es hijo de los actores de teatro Hugo Avilés y Ruth Coello, y su hermano es el actor Yanick Avilés. Estudió en el colegio Logos Academy.
En 2008, a la edad de 17 años, ganó el primer lugar del concurso internacional de literatura juvenil Terminemos El Cuento, organizado por la Unión Latina y los gobiernos de España y Ecuador. El concurso consistía en buscarle un final al cuento El paso de Lucho Gatica por Lima, del escritor peruano Mario Vargas Llosa, con el cual Adrián, inspirado en una anécdota de un amigo que no pudo salir del país debido a que su nombre coincidía con el de un criminal buscado por la policía, y luego de investigar más sobre el cantante, finalizó el cuento relatando el encarcelamiento del cantante en Lima debido a que su nombre coincidía con el de un criminal buscado, justo la noche que el artista debía dar un concierto en la ciudad, y para no generar un descontrol en los fans que asistieron al encuentro, consiguieron a una persona físicamente parecida al artista, al cual lo vistieron y con mímicas mientras sonaban sus canciones lo presentaron en el escenario. Luego de esto viajó a Madrid, donde convivió con otros chicos ganadores del concurso, y su final alternativo fue publicado junto al de los demás ganadores en el libro Terminemos el cuento 2008, distribuido por Latinoamérica.
Avilés se identifica como persona género no binario. Es además abiertamente homosexual.

## Carrera

### Teatro
Desde temprana edad ha estado rodeado del teatro, debido a la profesión artística de sus padres, con los que juntos han sido parte del grupo teatral Fantoche, con el cual se ha dedicado primordialmente, compartiendo escenario con Yanick Avilés, Juan José Jaramillo, Maribel Solines, Fabricio Mantilla, Víctor Acevedo, Ana Margarita Navarrete, Carolina Jiménez y Andrés Otero en match de improvisación durante el 2011.
En 2022 realizó el stand up Inventada, en Pop-up Teatro, en el que se permitió ser vulnerable, mostrarse, burlarse y aprender, compartiendo sus experiencias de vida. También se presentó con su madre Ruth Coello, la obra que escribieron juntos, Tu madre.

### Televisión
A los 10 años de edad, Adrián tuvo su debut en televisión como animador del programa Abracadabra de Sucre TV.
De 2005 a 2006 fue parte del elenco de una adaptación ecuatoriana de la serie televisiva estadounidense La Niñera, transmitida por la señal de Ecuavisa, donde interpretó a Junior, uno de los hijos de la familia Sáenz de Tejada, compartiendo junto al elenco formado por Marcelo Gálvez, Paola Farías, Frank Bonilla, Arlette Cabrera, Andrea Calderón, Gisella Garbezza y Juan Carlos Salazar.
En 2012 forma parte del elenco de Aída, adaptación ecuatoriana de la serie televisiva española del mismo nombre, junto a su madre Ruth Coello como protagonista, y a los actores Johnny Shapiro, Héctor Garzón, Amparo Guillén, Ney Calderón, Katty García, y Naguel Campos.
En 2014, fue parte de la segunda temporada de Secretos, una serie de largometrajes para televisión de Ecuavisa, que tuvo su preestreno en la sala de cine de INCINE el 13 de noviembre y en televisión se estrenó el 18 de noviembre, dirigido por Peky Andino, donde actuó en el largometraje Electra vuelve a casa, como parte de una familia que controla el bajo mundo de la ciudad de Quito, junto a Dallyana Passailaigue como protagonista, Andrés Crespo, Alejandro Fajardo, Jaime Bonelli, Susana Nicolaide y Víctor Hugo Gallegos.
En 2017 se integra al elenco de la serie cómica Cuatro cuartos de TC Televisión, interpretando el papel de Matías Novano, un fotógrafo profesional y social media de empresas y blogs famosos, hermano de Bianchi, interpretada por Frances Swett, quien es novia de Brayan, interpretado por Álex Vizuete, el cual al conocerlo le causa una sorpresa que termina en un primer conflicto entre la pareja.

### Kuki Entre Ríos

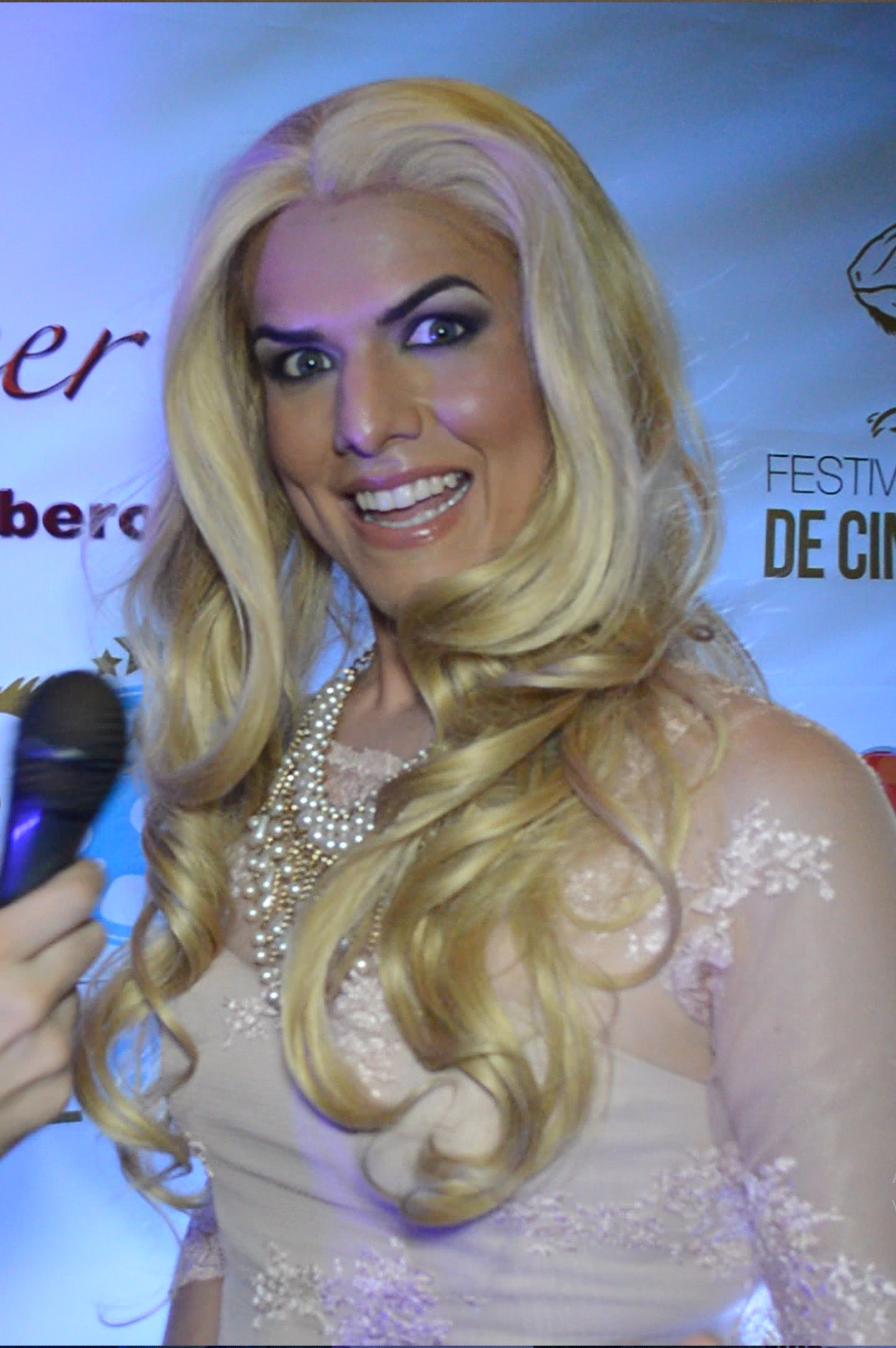
Adrián Avilés interpretando a Kuki Entretíos en 2015.

En 2015 crea e interpreta al personaje drag Kuki Entre Ríos (también escrito como Kuki Entreríos), luego de una broma entre amigos terminó por moldear al personaje, el personaje representa a la aristocracia guayaquileña, heredera de una familia de magnates con clase y generosa, y una de sus frases es "El Kukiteo". Su nombre nació de la expresión "kuki" en España, que significa dulce, y Entre Ríos por una tía de Adrían que vestía elegante y vivía en la urbanización privada Entre Ríos en la vía a Samborondón. El personaje tuvo su primera aparición como parte del programa web de YouTube, Entérate Mujer, en el cual daba consejos y tips a las mujeres para saber cuan "rosa" es su marido, con respecto a sus inclinaciones sexuales. La puesta en escena del programa fue realizado por la productora Etiud, su locación principal fue en las oficinas de Casa Teatro Fantoche, y tuvo dos temporadas.
Después de una pausa larga del programa en 2016, Kuki se mantuvo vigente en las demás redes sociales como Facebook e Instagram y realizando video blogs para YouTube en un canal individual como youtuber.

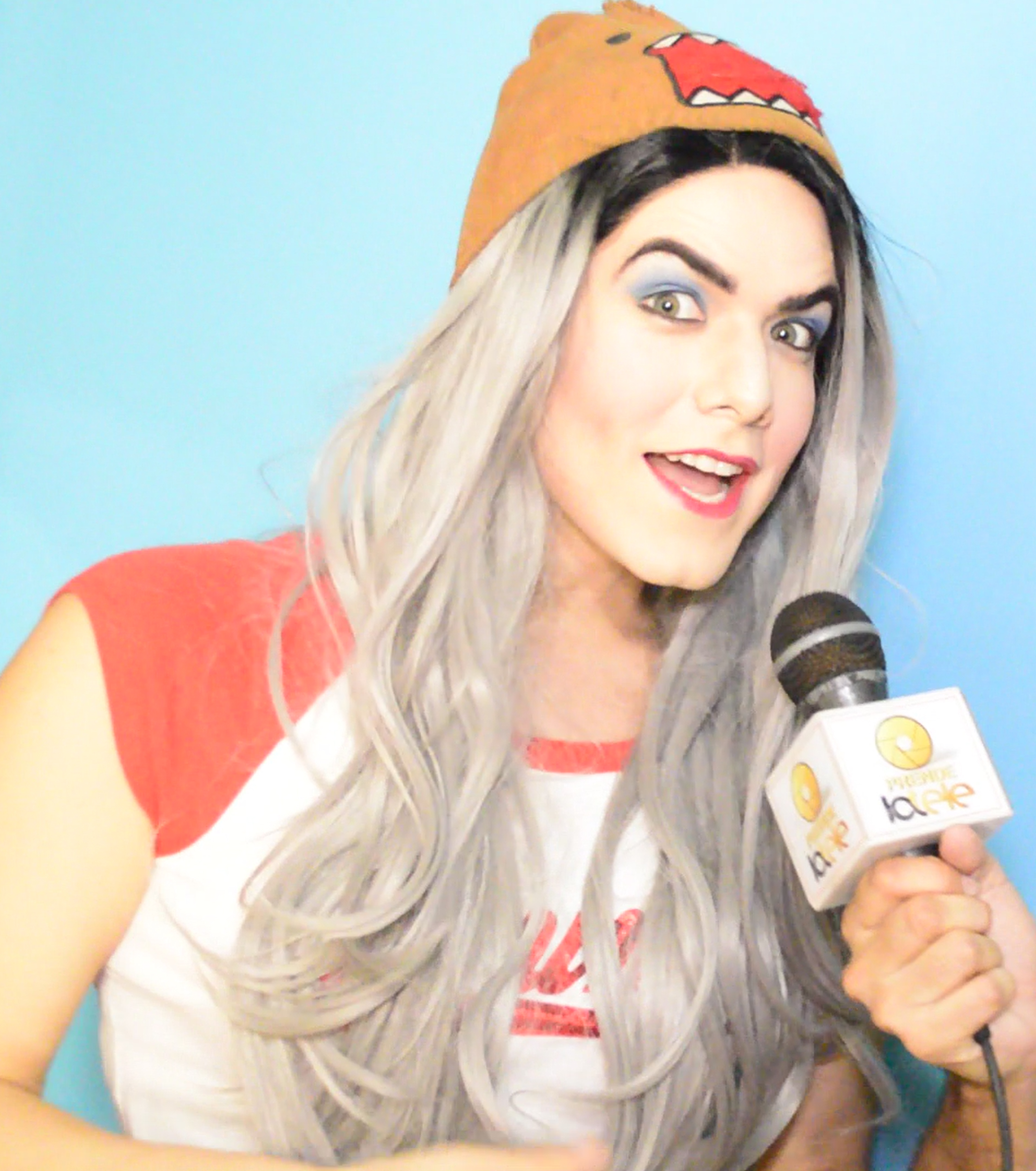
Kuki Entre Ríos interpretado por Adrián Avilés en 2017.

En 2017 fue parte del programa de farándula Vamos Con Todo de RTS, como jueza del segmento Róbate el Show.
En julio de 2018 decidió dejar de interpretar a Kuki Entreríos, ya que según Adrián el personaje lo sofocaba y no quería que lo encasillen en dicho personaje, puesto que cada que era invitado para algún evento, siempre le pedían que vaya como Kuki, además que otra de las razones era que el personaje de Matías Novano el cual interpreta para la serie Cuatro cuartos, no es compatible con el look de Kuki, por lo que incluso decidió vender los atuendos de la drag queen y donar los fondos para fundaciones de rescate y cuidado animal.
También comentó que tuvo que matar al personaje porque su personalidad gustaba tanto que incluso sus amigos querían que Kuki Entreríos sea quien asista a las reuniones o fiestas y no Adrián. Así mismo, en una ocasión al llegar de viaje y abrir su maleta, se percató que se compró muchos atuendos para Kuki y no para él, por lo que decidió no dejarse a un lado y perderse, para reencontrarse consigo mismo, por lo que empezó a estudiar su espiritualidad y se alejó un par de años de la actuación.

### Radio
En 2017 fue parte del programa radial juvenil Cabina Elite por la señal 99.7 FM, donde compartió con un equipo conformado por la actriz Bárbara Najas, Pato Drout, ‘Mare’ Cevallos, Samara Montero y Verónica Álava, y en el cual Avilés se encargó del área de farándula internacional.

### Podcast
Integra el podcast Si Somos del canal digital para creadores de contenido Suerte TV, donde es panelista junto a Carolina Plaza y Gigi Mieles.